# Owner of a Lonely Heart
"Owner of a lonely heart" és un senzill de la banda de rock progressiu Yes, publicat l'octubre de 1983 i que es correspon amb la cançó d'obertura de l'àlbum 90125. Escrita pel guitarrista Trevor Rabin, va arribar el primer lloc en el Billboard 200 nord-americà, l'única cançó de la banda a arribar a aquesta posició, i va aparèixer repetides vegades en la MTV, el que va ajudar a popularitzar la cançó i el grup, descobrint el rock progressiu a molts afeccionats a la música. A causa de la seua clara orientació cap al pop rock, el tema no gaudeix de gran popularitat per als fans més antics del grup.
Entre els videojocs que inclouen aquest famós tema, es troba el joc de Rockstar Games: GTA Vice City, que compta amb moltes cançons conegudes en la dècada de 1980.